# ジャボリ・ジェフ
ジャボリ・ジェフ（Jabori Jeff、1974年5月24日 - ）は、吉本新喜劇に所属する日本の芸人、舞台芸人。1959年に吉本新喜劇の前身「吉本ヴァラエティ」が発足して以来初の外国人座員である。よしもとクリエイティブ・エージェンシー → 吉本興業所属。

## 人物・略歴
アメリカ合衆国コロラド州出身。8歳でテコンドーを始め、1995年に全米3位。
学生時代から日本語を勉強し、1999年から日本に在住。2016年に、大ファンだった新喜劇の金の卵9個目オーディションにてオヤジギャグ連発で合格入団。2017年、金の卵9個目オーディションにて合格入団。初ライブは同年9月13日、大阪難波のYES THEATERで行われ、うどん屋のアルバイト役で出演。
身長187cm。体重85kg（2023年時点）。趣味はテコンドー、音楽制作、DJ、麻雀、スポーツ。特技はダジャレ、500円玉を鼻に入れる。

## 持ちネタ
登場と共に英語で喋り始める。周りの人物(主に川端泰史)が「ちょっと英語分からんのですけど、日本語喋れないんですか？」と聞くと「喋れるよ！」と言い、「いや喋れるんかい！」とツッコまれるのがつかみとなっている。
その後別の人物が英語で話しかけ、だんだん会話が盛り上がっていく。会話が終わると「なんて言うてたんや？」「さっぱり分からん」「分からへんのかい！」という一連の流れ。滑舌の悪い諸見里大介のネタと似ている。
股間を触られたりどつかれたりした際大声で「Private Area!」とツッコむ持ちネタがある。

## 出演

### テレビ番組
- よしもと新喜劇（毎日放送）
- よしもと新喜劇全国ツアー2018（毎日放送）
- 痛快!明石家電視台（毎日放送）
- あっぱれ！ジャパニズム宣言（読売テレビ・中京テレビ）
- 京都マラソン2019（KBS京都）
- よしもと新喜劇NEXT〜小籔千豊には怒られたくない〜（毎日放送）
- 解決！なんでも探偵事務所（毎日放送）